# 리비아군
리비아군은 리비아의 군대를 말한다. 현재 제2차 내전에서 통합정부가 출범하면서 트리폴리의 국가협정정부가 국제적인 승인을 얻고 있으므로 트리폴리 정부군을 위주로 설명한다.

## 리비아 왕국군
1951년 리비아가 독립하면서 군대가 생겼다.

## 카다피 시대
카다피 시대의 리비아군은 1977년에 이집트와 국경전쟁을 벌이기도 했다.

## 과도 기간
여러 시민군이 있었다. 2011년 리비아 국민군이 조직되었다.

## 내전기
토브루크 정부는 토브루크 정부를 지지하는 리비아 국민군과 여러 민병을 통합하여 리비아 국민군이라는 명칭으로 육군을 재조직하여 통일된 지휘체계를 갖추고 칼리파 하프타르가 수장이 되었다. 
내전에 따라, 리비아의 해군과 해안경비대는 두 정부를 따라 분할되었는데 트리폴리 정부가 대부분을 가져갔다.
트리폴리 정부를 지지하는 육군들은, 리비아 방위군같이 1차 내전 때 출범한 민병등의 다양한 단위로 되어 있었다. 
통합 트리폴리 정부인 국가협정정부가 출범하면서 통합 정부가 국제적 승인을 받게 되었고, 석유시설수비대 등의 군사조직이 하프타르와 동맹을 깨고 국가협정정부의 리비아 육군에 참여하였다. 트리폴리 정부는 트리폴리 방위군을 조직하는 등 다양한 부대로 리비아 육군을 구성하였다. 
그러나 트리폴리 정부군의 군사는 통일성이 부족하여, 리비아 국민군에 계속 영토를 잃고 있는 상황이다.